# Convento de Nossa Senhora das Mercês (Évora)
O Convento de Nossa Senhora das Mercês (popularmente chamado Convento das Mercês ou Igreja das Mercês) fica situado na rua do Raimundo, freguesia de Santo Antão, em Évora, Portugal.
Esta casa religiosa foi fundada em 1670 para os frades da Ordem dos Carmelitas Descalços. Foi encerrado após a extinção das Ordens Religiosas em 1834 A secção de Artes Decorativas Religiosas do Museu de Évora está aqui situada desde 1956.